# Възнесение Господне (Раздол)
„Възнесение Господне“ или „Свети Спас“ е българска възрожденска църква в малешевското село Раздол, България, част от Неврокопска епархия на Българската православна църква.

## Архитектура
Църквата е изградена в 1913 година. Иконите в храма са рисувани в 1913 – 1914 година от видния зограф Гаврил Атанасов. На един от проскинитариите има надпис: „Зограф Гаврілъ Ат. Беров. Настоѧтель Христо С. Педурковъ 1914 г. августъ 2. Сиѧ церква се изработи отъ масторъ Аце М. Арнаутовъ Беровецъ“.